# Kohlberg (Horní Falc)
Kohlberg  je městys ve vládním obvodě Horní Falc v zemském okrese Neustadtu an der Waldnaab v Bavorsku.

## Geografie
Kohlberg se nachází v regionu Horní Falc Sever na úpatí severního svahu 588 metrů vysoké hory Kohlbühl.

### Místní části
Obec Kohlberg má 13 místních částí: 
| - Artesgrün - Falkenthalermühle - Glasschleife - Hannersgrün - Kohlberg - Röthenbach - Schlachtlohe | - Schlemm - Thannhof - Thannmühle - Viertelhof - Waldhof - Weißenbrunn |

## Historie
Vznik Kohlbergu, jehož katastrem vedla již v pravěku trasa Jantarové stezky, sahá pravděpodobně do první poloviny 12. století. Přibližně ve stejné době se objevily okolní vsi Hannersgrün, Artesgrün, Weißenbrunn, vesnička Thannhof a Röthenbach.
Již v roce 1250 byl Kohlberg zaznamenán jako samostatný soudní obvod. Soudní pravomoc zahrnovala lokality Kohlberg, Hannersgrün, Artesgrün, Weißenbrunn, mlýn ve Falkenthalu, opuštěný dvůr v Thannu (Thannhof), hamr v Röthenbachu a opuštěné vsi Eichhöh a Eichelberg. Soudní obvod tak zhruba zahrnoval současný obecní katastr.
Od roku 1268 Kohlberg patřil Wittelsbachům. Tržní privilegium získal Kohlberg kolem roku 1300 nebo později, protože v listu s udělením privilegií pro nedaleký Kaltenbrunn ze dne 28. listopadu 1344 se doslovně uvádí: „Výše uvedená vesnice by měla mít také všechna práva, která trh v Kohlbergu má.“ Předpokladem k získání  tržního práva byl samostatný soudní obvod, volný den v týdnu k pořádání trhu a městské opevnění. Soud již existoval. Zamýšlený den trhu nebyl obsazený. Chybějící opevnění kolem místa mohlo být nahrazeno kostelem, který byl opevněn zděnným prstencem a byl postaven z kamene.
Kohlberg ležel na Zlaté stezce, nejdůležitější středověké obchodní cestě mezi Norimberkem a Prahou. Kromě obchodníků, kramářů, kurýrů a dalších cestovatelů se ve středověku Kohlbergem pohybovalo mnoho ozbrojenců. Mimo jiné i reformátor Jan Hus procházel říjnu 1414 na své poslední cestě z Čech do Kostnice, kde byl upálen jako kacíř, přes Kohlberg.
Třicetiletá válka si v Kohlbergu vyžádala velkou daň. V letech 1621 a 1626 zemřelo více než 40 lidí na mor zavlečený sem projíždějícími vojáky. 26. května 1634 Rakušané a Chorvaté táhnoucí Kohlbergem vesnici zapálili. Z 58 městských domů byl ušetřen pouze Buschenhaus  na okraji vesnice. Kostel, škola, fara i pivovar vyhořely. Kohlberg se po třicetileté válce zotavoval jen pomalu. V roce 1644 byl kostel obnoven. Od roku 1633 sloužil svatostánek simultálně  dvěma křesťanským denominacím se stejnými právy. V té době čítala místní komunita 72 katolíků a 380 protestantů. Tento stav trval až do prosince 1916, kdy se katolická církev osamostatnila.
Požár způsobený bleskem v roce 1723 zničil v Kohlbergu 19 domů a 13 stodol. Úzké budovy, částečně ze dřeva, slámové nebo šindelové střechy a často nedbalost v používání otevřeného ohně byly důvodem dalších požárů: 1. srpna 1800 shořely dvě třetiny budov na návsi a v roce 1854 zničil další požár osm domů na západní straně tržiště. Není divu, že roce 1868 byl v Kohlbergu založen dobrovolný hasičský sbor.
Když v roce 1777 vymřela vládnoucí větev rodu Wittelsbachů, zdědil region Horní Falce Karl Theodor a připojil je ke kurfiřtství bavorskému. 